# Per Jansson (1787–1852)
Per Jansson, född 11 februari 1787 i Getabo i Lerbäcks socken, Närke, död 27 oktober 1852 i Borggård i Hällestads socken i Östergötland, var en svensk godsägare och brukspatron.

## Biografi
Han var son till hemmansägaren Jaen (Jan) Ersson (Eriksson) och Anna (Annica) Andersdotter samt från 1814 gift med mästersmeden Anders Andersson Tidermans dotter Anna Cajsa Tiderman (1791–1829). Makarna blev föräldrar till fyra barn; den förstfödda Anna Catharina Jansson (1817–1849) kom att 1837 bli maka till Gustaf Bernhardt medan den tredje dottern Hedvig Gustafva Jansson (1820–1899) gifte sig med Oscar Trägårdh (1811–1906).
Jansson växte upp under mycket fattiga förhållanden men blev med tiden en mycket välbärgad man. Som barn var han verksam som skjutspojke vid Hammars och Lerbäcks gästgivargårdar för att senare avancera till hållkarl. De drickspengar han fick sparade han för att investera i mutsedlar för utvinning av kobolt vid Vena gruvfält på Lunds ägor vid Åmmelången. År 1825 avyttrade han sina intressen i Vena gruvfält och köpte istället egendomen Torp i Husby-Oppunda av Blechert Wachtmeister. Egendomen Torp omfattade då även Vevelsta, Malm, Akalby, Öksund, Ekeby, Dymmelsta, Gunnersta, Gråsta, Vallbygårdarna, Sätra och Vallbykvarna med två kvarnstenar, såg och en omfattande brännvinsproduktion. Samma år inköpte han även egendomen Borggård av Olof Burenstam, dit familjen även flyttade från Lerbäck och 1826 flyttade familjen vidare till Torp, men hustrun som led av sinnessjukdom dog tidigt och han stod ensam kvar med fyra minderåriga barn. Under Janssons tid skedde en stor utvidgning av Borggårds bruk. Bland annat uppfördes ytterligare en hammare och i början av 1840-talet fanns det två hammare och tre härdar vid bruket. 
Förutom Torp i Husby-Oppunda och Borggårds bruk i Hällestad ägde Jansson flera gods och bruk, bland annat Åmmeberg i Hammars socken, Ekensholm med Dunkers masugn och Stålboga bruk samt Johannisbergs säteri. År 1841 bildade han tillsammans med lagmannen Christian Sundin, brukspatronen Sten Helling och brukspatronen Gustaf Bernhardt ett konsortium som förvärvade Skogaholms bruks- och lantegendom i Närke av Hedvig Åkerhielm. Efter att köpet var genomfört överlät han sin fjärdedel till sin svärson Gustaf Bernhardt.
Vid arvskiftet efter Per Jansson blev Borggård åter en självständig enhet; driften övertogs av svärsonen Oscar Trägårdh. Torp drevs vidare av släktgrenen Bernhardt, medan dottern Jenny, gift med häradshövdingen Carl Richter (1805–1870), övertog Johannisberg.